# 里氏短鬚石首魚
里氏短鬚石首魚為輻鰭魚綱鱸形目鱸亞目石首魚科的其中一種，分布東南太平洋區的Desventuradas群島及Juan Fernández群島海域，棲息在沿岸海域。